# Gerhard Moritz Roentgen
Gerhard Moritz Roentgen (* 7. Mai 1795 Esens in Ostfriesland; † 28. Oktober 1852 in Santpoort bei Velsen in Nordholland) war ein niederländischer Seeoffizier, Maschinenbauingenieur und Schiffbauer. Ab 1823 war er mit der Gründung der Nederlandsche Stoomboot Maatschappij (NSM) beschäftigt, der er bis kurz vor seinem Tod 1852 als Technischer Direktor angehörte.

## Leben

### Jugend und Marinezeit
Gerhard Moritz Roentgen, in den Niederlanden als Gerhard Mauritz Roentgen bekannt, war das vierte Kind von Sophia Tischbein und Ludwig Roentgen, Prediger und Inspektor des Armen- und Waisenhauses in Esens in Ostfriesland. Der Vater Ludwig stammte aus der in Neuwied am Rhein ansässigen Kunsttischlerfamilie Roentgen. Bis zu seinem 13. Lebensjahr wohnte Gerhard in Esens, welches inzwischen zum französisch kontrollierten Königreich Holland gehörte. Im Jahr 1808 meldete er sich als Marineschüler beim Instituut voor de Marine im holländischen Enkhuizen an. Gerhard Moritz Roentgen wurde zusammen mit 30 seiner Mitschüler von den Franzosen nach Toulon verlegt, wo sie als Seeaspiranten eine Marineausbildung absolvieren sollten. Ein Antrag auf Entlassung wurde von französischen Dienststellen mit Haft in einem Fort bei Toulon quittiert. 1813 wurden die Niederlande befreit. Röntgen gelang die Flucht aus Frankreich, und er wurde von der nun niederländischen Marine aufgenommen. Im November 1814 wurde er zum „Leutnant zur See 2. Klasse“ befördert und von der Marineleitung nach England geschickt, um dort den modernen Schiffbau zu studieren. In dieser Zeit liefen in England die ersten Dampfschiffe vom Stapel.

### Heirat
Während eines Englandaufenthaltes lernte Roentgen die als ausnehmend hübsch geltende Georgina Louise Bennet kennen. Ohne die Zustimmung des Königs zu dieser Verbindung zu erbitten, wie es die Marine-Etikette vorschrieb, heiratete er 1821 seine Freundin. Später bat er den König um Vergebung für sein unbedachtes Handeln, und Wilhelm I. verzieh ihm. Allerdings musste sich seine Frau am 21. Mai 1821 beim Hauptdepartement Maas dazu verpflichten, ihren Gatten nie auf einer Seereise oder an Bord eines Schiffes zu begleiten.

### Studienreisen
Als Roentgen 1821 nach London reiste, um dort den Bau einer Dampffähre zu überwachen, bekam er vom Bildungsministerium den Auftrag, alle Informationen über Gewinnung und Verarbeitung von Eisen zu sammeln. Sein Bericht über die englische Eisenindustrie hinterließ einen nachhaltigen Eindruck bei seinen Auftraggebern. 1823 folgte der Auftrag, den Zustand der Eisenindustrie in den südlichen Provinzen Hollands zu überprüfen. Mit seinen Ansichten über die Dampfschifffahrt zog er die Aufmerksamkeit von König Willem I. auf sich, der den Marineleutnant wieder nach England sandte, um dort die aktuellen Anwendungen der Dampfmaschinen zu erkunden. Seine Ergebnisse fasste er in der Denkschrift Über den Nutzen, den die Anwendung von Dampfmaschinen auf Kriegsschiffen gewähren könnte, zusammen. Dafür wurde er im Jahr 1825 mit dem Orden vom Niederländischen Löwen ausgezeichnet.
Die Berichte führten zu großen Veränderungen in der Marine und waren der Anfang der Modernisierung des holländischen Schiffbaus. Seine Empfehlung, Schiffe ganz aus Eisen zu bauen oder oberhalb der Wasserlinie zu panzern, missfiel allerdings der Marinekommission, die seine Vorschläge als unerhört betrachtete. Dennoch wurde Roentgen ehrenvoll aus der Marine entlassen.

## Beruf

### Gründung einer Schiffswerft
Im Alter von 27 Jahren gründete Roentgen im Jahr 1822 auf der Insel Feijenoord gegenüber von Rotterdam die Maatschappij voor Scheeps- en Werktuigbouw Fijenoord (Etablissement Fijenoord). Im selben Jahr bildete sich in Rotterdam die erste Dampfschifffahrtsgesellschaft im Rheingebiet, die im Juni 1823 einen regelmäßigen Dienst zwischen Rotterdam und Antwerpen mit dem Dampfer „de Nederlander“ eröffnete. In dieser Reederei sah Roentgen einen willkommenen Partner zur Verwendung der auf seiner Schiffswerft gebauten Dampfschiffe.
Im Jahr 1823 erhielt Roentgen von der Rotterdamer Reederei, die inzwischen den Namen Nederlandsche Stoomboot Maatschappij (NSM) angenommen hatte, den Auftrag zum Bau eines Dampfschiffs. Mit diesem Schiff sollte eine regelmäßige Dampferverbindung von Holland nach Köln betrieben werden. Roentgen baute das Schiff unter Verwendung aller Erfahrung aus England und der bislang in den Niederlanden gebauten Dampfschiffe sowie unter Zuhilfenahme der Cockerill-Werke in Seraing.
Kölner Handelsleute verfolgten das Projekt mit großem Interesse, eine regelmäßige und schnelle Verbindung zu den Seehäfen Rotterdam, Amsterdam und Antwerpen war in ihrem Interesse. Schließlich beteiligten sich die Kölner mit 50 Aktien an der NSM, die dieses Kapital in die Finanzierung des Neubaus investierten.

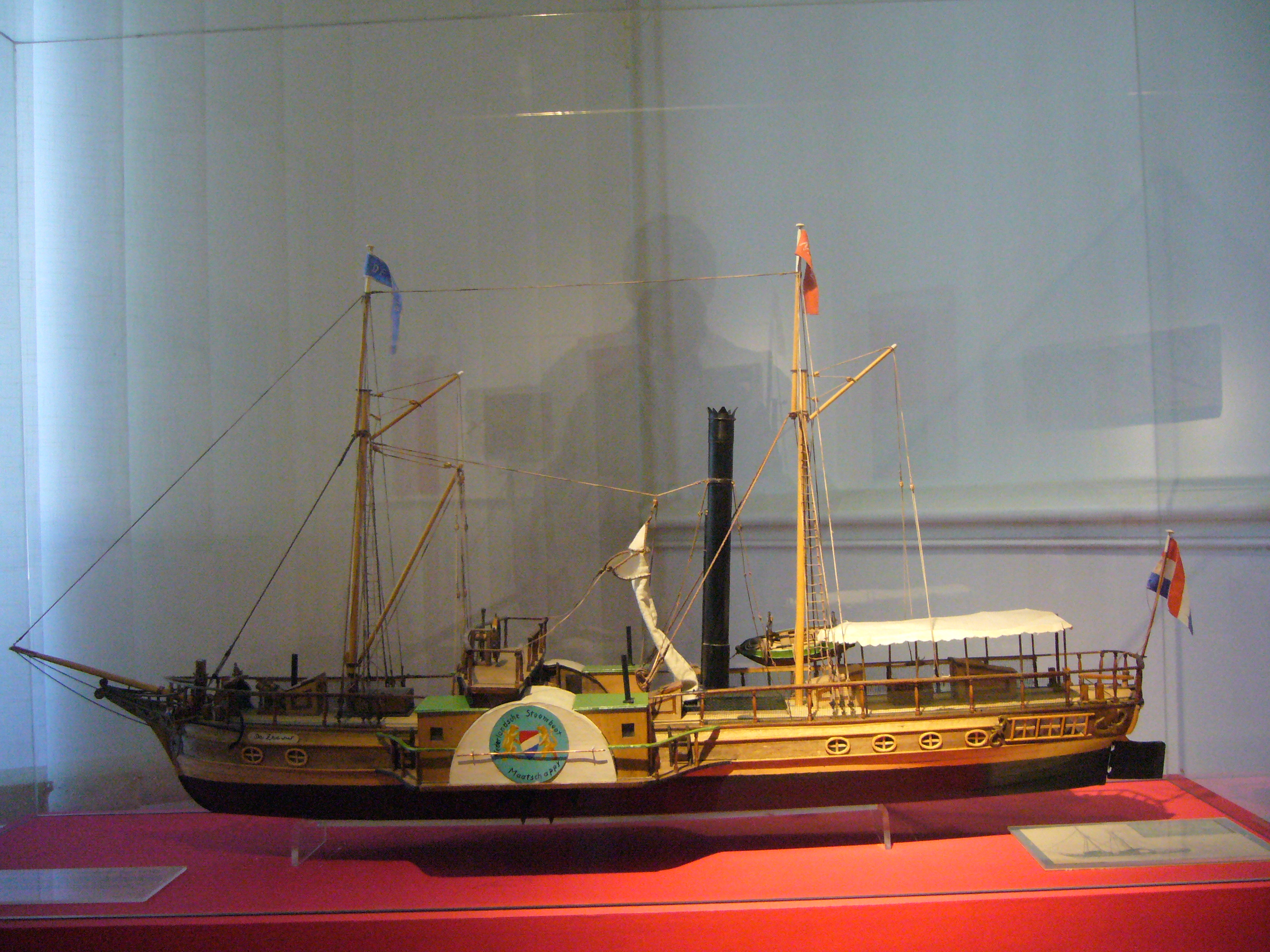
Erstes Dampfschiff das bis Kaub fuhr. Modell im Rhein-Museum Koblenz

Das Schiff mit dem Namen „de Zeeuw“ (der Seeländer), welches 1824 fertiggestellt wurde, hatte eine Länge von 112 Fuß (etwa 35 Meter), eine Breite von 16 Fuß (etwa 5 Meter) und einen Tiefgang von 4 Fuß (etwa 1,50 Meter), die Ladekapazität betrug 1.423 Zentner. Die Dampfmaschine entwickelte nach heutigen Maßstäben 200 PS, die beiden seitlichen Schaufelräder aus jeweils 15 eichenen Planken hatten einen Durchmesser von 12 Fuß (etwa 3,70 Meter). Die Gesamtkosten beliefen sich auf 80.000 Gulden. „De Zeeuw“ war zum Transport von Personen (ca. 120 Personen) und Gütern bestimmt und außerdem so eingerichtet, dass auch Treidel- oder Segelschiffe am Tau geschleppt werden konnten.

### Expeditionsreisen
Am 26. Oktober 1824 verließ Roentgen mit der De Zeeuw Rotterdam mit dem Ziel Köln, das er am 29. Oktober nach einer reinen Fahrzeit von 37 Stunden und 17 Minuten erreichte. Dort unternahm er einen Schleppversuch mit einem Segelschiff, das 2.000 Zentner Getreide geladen hatte. Der Test war erfolgreich und überzeugte die Abgeordneten der Kölner Handelskammer von der ihnen bis dahin unbekannten Leistungsfähigkeit der Dampfschiffe.
Noch am gleichen Tag wurde die Bergfahrt Richtung Koblenz fortgesetzt. Aufgrund einsetzenden Hochwassers war die Strömung bei Andernach so stark, dass das Schiff, auch aufgrund niedrigen Dampfdrucks, nur noch mit der Geschwindigkeit der Strömung fuhr, also im Verhältnis zum Ufer auf der Stelle stand. Schließlich gelang es nach 5 Stunden, das 22 km entfernte Koblenz zu erreichen. Nun wurde zur Verbesserung der Feuerung Buchenholz eingekauft. Mühsam wurde St. Goar erreicht. Am 3. November wurde der Versuch unternommen, weiter rheinaufwärts zu fahren, und man kam nach einem Umbau der Planken an den Schaufelrädern bis unterhalb Kaub. Unterhalb Bacharach ging es dann endgültig nicht mehr weiter. Die Rückfahrt nach Koblenz dauerte knapp 2 1/2 Stunden. Der Pegel in Koblenz betrug 8,20 Meter. Am selben Abend erreichte das Schiff Neuwied, den Geburtsort seines Vaters, und er wurde von seinen Verwandten begrüßt. Die Reisegesellschaft und Roentgen übernachteten in Neuwied. Die weitere Rückfahrt über Köln nach Rotterdam verlief ohne Zwischenfälle.
Im Jahre 1825 unternahm Roentgen eine weitere Expeditionsreise rheinauf, diesmal mit dem Raddampfer De Rijn, ebenfalls von Roentgen gebaut. Am 10. September fuhr er von Köln rheinauf und musste in Koblenz noch eine „Ehrenrunde“ für den damaligen preußischen König Friedrich Wilhelm III. einlegen. Am 14. September fuhr der König mit Familie und Gefolge von Koblenz nach Köln auf der De Rijn. Danach konnte er seine Bergfahrt fortsetzen und erreichte Kehl am Oberrhein. Dies übertraf alle Erwartungen.
1830 war Roentgen am Bau der Stadt Mainz beteiligt. Mit dem Schiff Stadt Frankfurt, das mit über 300 PS eine Geschwindigkeit von 7,7 km/h gegen den Strom erreichte, konnte Roentgen dann im Juni 1832 Basel erreichen.

### Späteres Wirken
Mit der Leitung seiner Werft war Roentgen nicht ausgefüllt. Er wurde auch Technischer Direktor der Nederlandsche Stoomboot Maatschappij (NSM). Diese Gesellschaft entwickelte sich schon zu Roentgens Zeiten zu einem Schifffahrtsunternehmen zwischen Rotterdam und Straßburg.
1839 baute Roentgen das erste Dampfschiff für die Niederländisch-Indische Marine. Bald folgten auch Aufträge für Kriegsschiffe aus Frankreich und Russland.
Neben seiner Tätigkeit bei der NSM war Roentgen auch als Berater und Konstrukteur bei der Kölner „Preußisch-Rheinischen Dampfschiffahrts-Gesellschaft“ und der Gutehoffnungshütte in Sterkrade tätig. Bis 1849 war er die treibende Kraft bei „Feijenoord“.
Wegen einer schweren Gemütskrankheit verbrachte Roentgen die letzten Jahre seines Lebens in der Anstalt Meer en Berg in Santpoort bei Velsen. Dort starb er im Alter von 57 Jahren. Ihm zu Ehren wurde eine Straße in Feijenoord benannt.

## Der Mensch Roentgen
Roentgen besaß ohne Zweifel eine enorme Willenskraft. Ohne technische Ausbildung eignete er sich eine große Menge technisches Wissens an. Nach Gründung der NSM setzte er viele seiner Ideen in die Praxis um. Die Erfindung der Mehrfach-Expansions-Dampfmaschine war zweifelsfrei der Höhepunkt seiner Karriere.
Er muss aber auch so von sich überzeugt gewesen sein, dass er sich dahingehend äußerte, es gäbe keinen besseren Ingenieur als ihn. Er ging sogar so weit, andere Ingenieure wie Cockrill oder Paul van Vlissingen zu diffamieren. Allerdings wurde diese Überzeugung immer wieder durch Nachfragen der Regierung zu technischen Fragen gestützt.
Ein Familienmitglied beschrieb ihn einmal so: „Klein von Gestalt, aber kräftig gebaut. Er war nicht schön, seine krumme Nase und sein krauses Haar gaben ihm ein jüdisches Aussehen. Aus seinem durchdringenden Blick sprach enorme Willenskraft, er war herrschsüchtig, Widerworte duldete er nicht.“ Viele seiner Angestellten fürchteten sich vor ihm. Auch in Regierungskreisen hatte er Feinde. Anthony Jan Lucas Baron Stratenus, ein hoher niederländischer Beamter, erklärte während eines Konflikts mit Roentgen, dass dessen „schwarzer und undankbarer Charakter allzusehr bekannt sei“.

## Schriften
- Verhandeling over de stoombooten, Utrecht 1825 (Digitalisat)